# Epididimo
L'epididimo è una parte dell'apparato genitale maschile dell'uomo e di tutti gli altri mammiferi maschi. È un dotto di piccolo diametro e strettamente avvolto che collega i dotti efferenti dal retro di ogni testicolo al suo dotto deferente.

## Regioni
L'epididimo può essere diviso in tre regioni principali
- la testa (caput)
- il corpo (corpus)
- la coda (cauda)

## Ruolo nell'immagazzinamento di spermatozoi e nell'eiaculazione
Gli spermatozoi che si sono formati nei testicoli entrano nella testa dell'epididimo, avanzano verso il corpo e alla fine giungono nella regione della coda, in cui vengono immagazzinati. Gli spermatozoi che entrano nella testa dell'epididimo sono incompleti - mancano della capacità di muoversi in avanti (motilità) e di fecondare un ovulo.  Durante il loro transito nell'epididimo, gli spermatozoi subiscono processi di maturazione a loro indispensabili per acquisire queste funzioni. Il loro tempo di permanenza nell'epididimo può variare e arrivare fino a 13 giorni. Inoltre l'epididimo serve a concentrare gli spermatozoi. La maturazione dello spermatozoo, chiamata anche "capacitazione", viene completata nel tratto riproduttivo della donna.
Durante l'eiaculazione, gli spermatozoi scorrono dalla porzione più bassa dell'epididimo (che ha la funzione di serbatoio d'immagazzinamento). Essi sono così stipati che non è possibile per loro nuotare, ma sono trasportati, grazie all'azione peristaltica di alcuni strati muscolari all'interno del dotto deferente, e si mischiano con i fluidi diluenti delle vescicole seminali e di altre ghiandole accessorie prima dell'eiaculazione (formando lo sperma).
L'epididimo è una delle sole due regioni del corpo ad avere stereociglia (l'altra è l'orecchio interno).

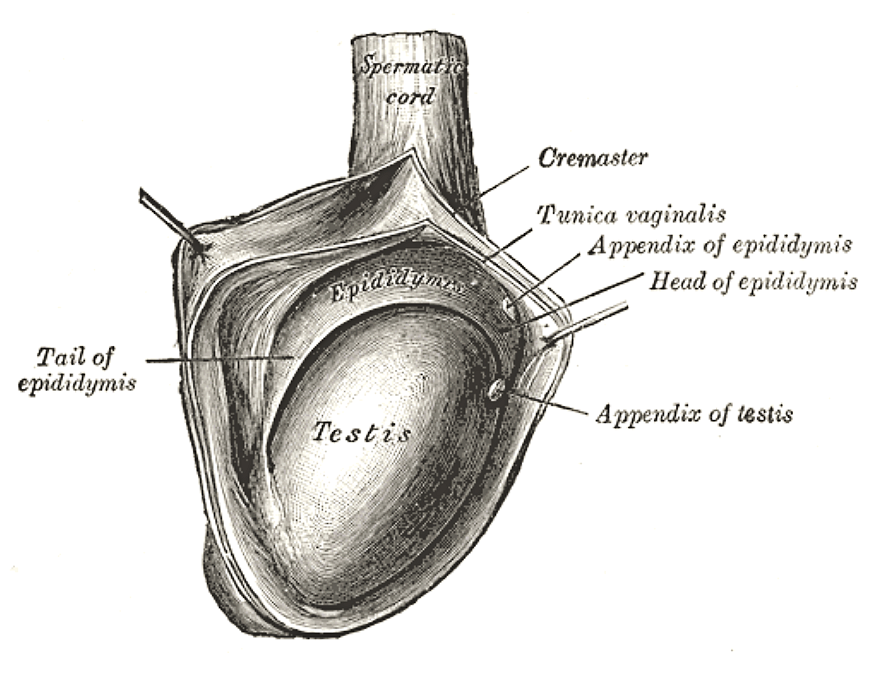
Il testicolo destro, esposto sollevando la tonaca vaginale

## Patologia
L'infiammazione dell'epididimo prende il nome di epididimite.

## Embriologia e strutture vestigiali
Il dotto di Gartner è il resto omologo nella donna.
Embriologicamente l'epididimo deriva da tessuto che una volta formava il mesonefro, una parte di rene che si trova funzionante in molti pesci e anfibi, ma non in rettili e mammiferi. La permanenza dell'estremità craniale del dotto mesonefrico lascia un rimasuglio chiamato appendice dell'epididimo.  In aggiunta, alcuni tubuli mesonefrici possono rimanere come paradidimo, un piccolo corpo in posizione caudale rispetto ai condottini efferenti.

## Immagini aggiuntive

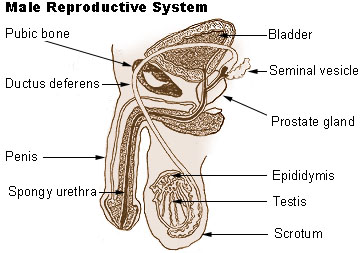
Sistema riproduttivo maschile.
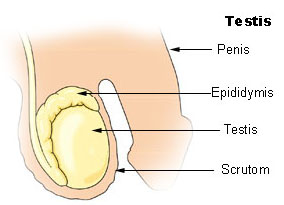
Testicolo
Disegno schematico di una sezione trasversale attraverso un testicolo.